# مایکروسافت اکسس
مایکروسافت اکسس (به انگلیسی: Microsoft Access) یکی از اجزای مایکروسافت آفیس است که برای ایجاد پایگاه داده‌های رابطه‌ای مورد استفاده قرار می‌گیرد. این نرم‌افزار پایگاه داده جت را با یک واسط کاربری گرافیکی و ابزاری جهت تولید نرم‌افزار ترکیب نمود.

## تاریخچه
نسخهٔ ۱٫۰ این نرم‌افزار در سال ۱۹۹۲ میلادی همراه با مایکروسافت ویندوز پا به عرصهٔ وجود نهاد، در این نسخه این امکان فراهم شد تا بسته‌های پایگاه دادهٔ جداگانه بتوانند از طریق تکنولوژی اتصال پایگاه دادهٔ شی‌گرا (به انگلیسی: ODBC) با یکدیگر ارتباط برقرار کنند. نسخهٔ ۲٫۰ اکسس در سال ۱۹۹۴ وارد بازار شد. یکی از ویژگی‌های مهم این نسخه افزوده شدن موتور پایگاه دادهٔ جت (به انگلیسی: Jet database engine) بود که باعث شد اجرای پرس‌وجوها به صورت محسوسی سریعتر شود.
با آمدن ویندوز ۹۵ آفیس ۹۵ هم معرفی شد. در این نسخه از آفیس زبان وی‌بی‌ای به صورت رسمی، زبان گسترش پشت همهٔ نرم‌افزارهای آفیس شد.
در سال ۱۹۹۷ وب رو به گسترش بود و اکسس جدید با ابزارهایی برای تعامل با ابزارهای وب معرفی شد.
اکسس ۲۰۰۰ بهبودهای قابل توجهی در زمینهٔ برنامه‌نویسی داشت. در این نسخه ای‌دی‌اُ (به انگلیسی: ActiveX Data Objects یا ADO) معرفی شد.
در اکسس ۲۰۰۲ قابلیت یکپارچگی ارجاعی (به انگلیسی: referential integrity) ارایه شد. افزوده شدن قابلیت‌های ایکس‌ام‌ال از دیگر ویژگی‌های این نسخه بود.
در نسخهٔ ۲۰۰۳ علاوه بر بهبود قابلیت‌های ایکس‌ام‌ال برخی ابزارهای بی‌همتا در زمینهٔ برنامه‌نویسی و اشکال‌زدایی اضافه شدند.
پس از آن نسخهٔ ۲۰۰۷ آفیس معرفی شد و نسخهٔ کنونی اکسس، نسخهٔ ۲۰۲۰ است.

## بیشتر بخوانید
لیبره‌آفیس بیس